# Imposto sobre Operações Financeiras
O Imposto sobre Operações Financeiras (IOF) foi criado pela Lei 5.143, de 1966, para substituir o Imposto sobre transferência para o exterior. Inicialmente, este imposto era cobrado sobre qualquer transferência financeira nacional ou internacional.
Na década de 80, esse tributo sofreu várias alterações, entre elas, passou a incidir também sobre operações de crédito, cambio, seguros, títulos e valores mobiliários.
O fato gerador do IOF ocorre:
- nas operações relativas a títulos mobiliários quando da emissão, transmissão, pagamento ou resgate destes títulos
- nas operações de câmbio, na efetivação do pagamento ou quando colocado à disposição do interessado
- nas operações de seguro, na efetivação pela emissão de apólice ou recebimento do prêmio
- nas operações de crédito, quando da efetivação de entrega parcial ou total do valor que constitui o débito, ou quando colocado à disposição do interessado (neste item inclui-se o IOF cobrado quando do saque de recursos colocados em aplicação financeira, quando resgatados em menos de 30 dias)

Os contribuintes do imposto são as partes envolvidas nas operações.
As alíquotas utilizadas podem ser fixas, variáveis, proporcionais, progressivas ou regressivas.
A base de cálculo depende da operação:
- Nas operações de crédito, é o montante da obrigação.
- Nas operações de seguro, é o montante do prêmio.
- Nas operações de câmbio, é o montante em moeda nacional.
- Nas operações relativas a títulos e valores mobiliários, é o preço ou o valor nominal ou o valor de cotação na Bolsa de Valores.

A principal função do IOF é ser um instrumento de manipulação da política de crédito, câmbio, seguro e valores imobiliários. Como exemplo de que isso é real, temos o caso do IOF sobre rendimentos obtidos em aplicações financeiras: a partir do primeiro dia da aplicação, a alíquota do IOF vai diminuindo progressivamente, até zerar no 30º dia. Com isso, o governo desestimula a "ciranda financeira" entre aplicações. Com o fim da CPMF o governo anunciou alterações percentuais em alguns impostos, dentre eles o IOF.

## Decretos regulamentadores
- Artigo 5º da Medida Provisória nº 195, de 1990;[4] Decreto nº 99.274, de 1990;[5] e Decreto nº 189, de 1991;[6]
- Decreto nº 329,  de 1991;[7]
- Decreto nº 2.219, de 1997;[8]
- Decreto nº 4.494, de 2002;[9]
- Decreto nº 6.306, de 2007 (vigente).[10]